# Auchmis indicatura
Auchmis indicatura är en fjärilsart som beskrevs av Walker 1858. Auchmis indicatura ingår i släktet Auchmis och familjen nattflyn. Inga underarter finns listade i Catalogue of Life.